# Jàfar ibn Abi-Tàlib
Jàfar ibn Abi-Tàlib (àrab: جعفر ابن أبي طالب, Jaʿfar ibn Abī Ṭālib), també conegut com a Jàfar at-Tayyar (àrab: جعفر الطيار, Jaʿfar aṭ-Ṭayyār) (mort en 629), fou fill d'Abu-Tàlib ibn Abd-al-Múttalib ——oncle del profeta Muhàmmad— i germà del primer imam xiïta i quart califa sunnita, Alí ibn Abi-Tàlib. Fou un dels companys del Profeta. Era el parent del Profeta que més s'assemblava a aquest.
Enviat a Abissínia va retornar el dia de la presa de Khaybar (628). La tradició també el considera present en la batalla de Badr. Fou subcomandant de l'expedició contra l'Imperi Romà d'Orient dirigida per Zayd ibn Hàritha i, com aquest, va morir en batalla (629). Dos dels seus fills van morir en combat en la batalla de Karbala amb al-Hussayn ibn Alí.